# Vitor Figueiredo
Vitor Carvalho Moreira Figueiredo, mais conhecido como Vitor Figueiredo (17 de abril de 2005) é um ator brasileiro, mais conhecido por ter interpretado o Samuca de Flor do Caribe, e o Tomaz de O Outro Lado do Paraíso.

## Carreira
Figueiredo estreou nas novelas em 2013, aos oito anos de idade, ao interpretar Samuca, o filho dos protagonistas Cassiano (Henri Castelli) e Ester (Grazi Massafera) na novela Flor do Caribe. Esperto e divertido, Samuca cresceu longe do pai, sendo criado pelo padrasto Alberto (Igor Rickli), mas logo ele e Cassiano se tornaram amigos e aliados contra o vilão.
No ano seguinte, ele fez Em Família, interpretando Ivan, o filho de Cadu (Reynaldo Gianecchini) e Clara (Giovanna Antonelli), que tinha que lidar com o transplante de coração do pai, o divórcio de seus pais e a descoberta da bissexualidade de sua mãe, mas o personagem lidava bem com todas essas situações. Em 2015, ele interpretou o estudioso Max na vigésima terceira temporada de Malhação, intitulada Seu Lugar no Mundo. Seu personagem era filho de Bia (Juliana Knust) e Nilton (André Gonçalves), irmão de Marina (Kíria Malheiros) e no decorrer da trama, se tornou enteado de Binho (Murilo Rosa). No mesmo ano, Figueiredo participou do Dancinha dos Famosos, quadro do Domingão do Faustão, onde ele teve como par a bailarina mirim Leandra Caetano. Disputando contra Mel Maia, JP Rufino, Kadu Schonz, Luana Marquezine e Sabrina Nonata, também atores mirins como ele, Figueiredo fez a coreografia de What Do You Mean, canção do Justin Bieber, e foi bastante elogiado, embora o título da competição tenha ido para Mel Maia.
Em 2017, Figueiredo voltou a contracenar com Grazi Massafera na novela O Outro Lado do Paraíso, onde ele deu vida a Tomaz, que era filho de Clara (Bianca Bin) e Gael (Sérgio Guizé). Seu personagem foi criado pela família do pai, tendo sua tia Lívia, personagem de Grazi, como figura materna, mas depois se viu dividido pois sua mãe biológica Clara retornou disposta a recuperar sua guarda. Por seu desempenho na novela, Vitor foi indicado ao Melhores do Ano em 2018, na categoria Melhor Ator/Atriz Mirim, concorrendo com Mel Maia (Agnes de Deus Salve o Rei) e Davi Queiroz (Badu deSegundo Sol), que levou o prêmio. Nesse mesmo ano, Figueiredo fez uma participação na segunda temporada da série humorística dominical A Cara do Pai, interpretando Guilherme, um namoradinho de Duda, protagonista vivida por Mel Maia. Ele também participou do reality culinário infantil Super Chefinhos, do Mais Você, sendo um dos primeiros eliminados.
Em 2018, ele viveu Edmundo na série infantil Valentins, do Gloob. Seu personagem era um cientista adulto preso no corpo de uma criança. No ano seguinte, ele fez um vídeo para o canal Porta dos Fundos, vivendo Bento, o personagem tema do episódio Filho Bonito, e que era criticado por seus pais por ser perfeito. Em 2021, fez a novela bíblica Gênesis, da Record, onde viveu o príncipe Omar na adolescência. Na trama, ele foi forçado a viver um ano como camponês e se apaixonou pela hebreia Leora, vivida por Clara Galinari.
Em 2022, protagonizou o filme Morando com o Crush, no qual viveu Hugo, o interesse amoroso da Luana (Giulia Benite). No ano seguinte, rodou um longa metragem em inglês, chamado Irmãs Fox, que contava a história das médiuns norte-americanas, onde ele deu vida a Ferdie, filho de Kate Fox. Em 2024, gravou Querido Mundo, filme de Miguel Falabella, onde ele interpretou Odilon e contracenou com Danielle Winits, Eduardo Moscovis, Marcello Novaes e Malu Galli.

## Vida pessoal
Vitor Figueiredo é primo de Paulo Gustavo, humorista falecido em 2021. A relação dos dois era próxima, a ponto de Vitor ter sido escolhido para carregar as alianças durante o casamento de Paulo com Thales Bretas. Vitor também participou do desfile da São Clemente em homenagem ao intérprete de Dona Hermínia, interpretando justamente seu primo famoso. Ele se define como heterossexual. Em entrevista, o ator revelou sofrer de ansiedade, chegando a perder peso por conta de suas crises, e a parar de praticar musculação, mas após os tratamentos, ele voltou a malhar. Ele também está cursando Administração, para tentar se manter enquanto lida com as instabilidades da carreira artística.

## Filmografia

### Televisão
| Ano     | Título                       | Personagem                       | Notas                         | Ref.   |
| ------- | ---------------------------- | -------------------------------- | ----------------------------- | ------ |
| 2013    | Flor do Caribe               | Samuel Schneider Soares (Samuca) |                               | [ 2 ]  |
| 2014    | Em Família                   | Ivan                             |                               | [ 20 ] |
| 2015    | Dancinha dos Famosos         | Participante                     | Temporada 4                   | [ 5 ]  |
| 2015-16 | Malhação: Seu Lugar no Mundo | Max Pereira Chagas               |                               | [ 21 ] |
| 2017    | O Outro Lado do Paraíso      | Tomaz Tavares Montserrat         |                               | [ 8 ]  |
| 2017    | A Cara do Pai                | Guilherme                        | Episódio: "O Amor Está no Ar" | [ 10 ] |
| 2017    | Super Chefinhos              | Participante                     | Temporada 3                   | [ 12 ] |
| 2018    | Valentins                    | Edmundo                          | Temporada 2                   | [ 13 ] |
| 2021    | Gênesis                      | Omar (jovem)                     | Fase: "Jornada de Abraão"     | [ 15 ] |

### Cinema
| Ano  | Título              | Personagem | Ref.   |
| ---- | ------------------- | ---------- | ------ |
| 2022 | Morando com o Crush | Hugo       | [ 16 ] |
| 2023 | Irmãs Fox           | Ferdie Fox | [ 22 ] |
| 2024 | Querido Mundo       | Odilon     | [ 22 ] |